# Número de Bejan
Hay dos números de Bejan diferentes (Be) nombrados en honor al profesor Adrian Bejan de la Universidad de Duke que se utilizan en los dominios científicos de la termodinámica y la mecánica de fluidos.

## Termodinámica
En el contexto de termodinámica, el número de Bejan es la relación de transferencia de calor irreversibilidad a la irreversibilidad total debido a la transferencia de calor y  fricción de fluidos.
| Símbolo                                                 | Nombre                                                        | Unidad |
| ------------------------------------------------------- | ------------------------------------------------------------- | ------ |
| {\displaystyle \mathrm {Be} }                           | Número de Bejan (Termodinámica)                               |        |
| {\displaystyle {\dot {S}}'_{\mathrm {gen} ,\,\Delta T}} | Generación de entropía aportada por la transferencia de calor | J / K  |
| {\displaystyle {\dot {S}}'_{\mathrm {gen} ,\,\Delta p}} | Generación de entropía aportada por la fricción de fluidos    | J / K  |

Schiubba también ha encontrado la siguiente relación:
| Símbolo                       | Nombre                          |
| ----------------------------- | ------------------------------- |
| {\displaystyle \mathrm {Be} } | Número de Bejan (Termodinámica) |
| {\displaystyle \mathrm {Br} } | Número de Brinkman              |

### Transferencia de calor
En el contexto de la transferencia de calor, el número de Bejan es la caída de presión adimensional a lo largo de un canal de longitud {\displaystyle L}.
| Símbolo                       | Nombre                          | Unidad |
| ----------------------------- | ------------------------------- | ------ |
| {\displaystyle \mathrm {Be} } | Número de Bejan (Termodinámica) |        |
| {\displaystyle \mu }          | Viscosidad dinámica             | Pa s   |
| {\displaystyle \alpha }       | Difusividad térmica             | m2 / s |
| {\displaystyle \Delta P}      | Caída de presión                | Pa     |
| {\displaystyle L}             | Longitud de canal               | m      |

El número Be juega en la  convección forzada el mismo papel que el número de Rayleigh en la convección natural.

### Transferencia de masas
En el contexto de transferencia de masas, el número de Bejan es la caída de presión de adimensional a lo largo de un canal de longitud {\displaystyle L}.
| Símbolo                       | Nombre                          | Unidad |
| ----------------------------- | ------------------------------- | ------ |
| {\displaystyle \mathrm {Be} } | Número de Bejan (Termodinámica) |        |
| {\displaystyle \mu }          | Viscosidad dinámica             | Pa s   |
| {\displaystyle D}             | Difusividad de masas            | m2 / s |
| {\displaystyle \Delta P}      | Caída de presión                | Pa     |
| {\displaystyle L}             | Longitud de canal               | m      |

### Analogía de Reynolds
Para el caso de la analogía de Reynolds (Le = Pr = Sc = 1), está claro que las tres definiciones del número de Bejan son las mismas.
También, Awad y Lage:[6] obtuvieron una forma modificada del número de Bejan, originalmente propuesto por Bhattacharjee y Grosshandler para los procesos de impulso, reemplazando la viscosidad dinámica que aparecía en la propuesta original con el producto equivalente de la densidad del fluido y la difusividad del impulso del fluido. Esta forma modificada no solo es más parecida a la física que representa, sino que también tiene la ventaja de depender de un solo coeficiente de viscosidad. Además, esta simple modificación permite una extensión mucho más simple del número de Bejan a otros procesos de difusión, como un proceso de transferencia de calor o de especies, simplemente reemplazando el coeficiente de difusividad. En consecuencia, es posible una representación general del número de Bejan para cualquier proceso que implique caída de presión y difusión. Se muestra que esta representación general produce resultados análogos para cualquier proceso que satisfaga la analogía de Reynolds (es decir, cuando Pr = Sc = 1), en cuyo caso las representaciones de momento, energía y concentración de especies del «número de Bejan» resultan ser las mismas.
Por lo tanto, sería más natural y más amplio definir «Be» en general, simplemente como:
| Sïmbolo                       | Nombre                                              | Unidad  |
| ----------------------------- | --------------------------------------------------- | ------- |
| {\displaystyle \mathrm {Be} } | Número de Bejan (Termodinámica)                     |         |
| {\displaystyle \rho }         | Densidad del fluido                                 | kg / m3 |
| {\displaystyle \delta }       | Correspondiente difusividad del proceso en cuestión | m2 / s  |
| {\displaystyle \Delta P}      | Caída de presión                                    | Pa      |
| {\displaystyle L}             | Longitud de canal                                   | m       |

## Mecánica de fluidos
En el contexto de la mecánica de fluidos, el «número de Bejan» es la caída de presión adimensional a lo largo de un canal de longitud {\displaystyle L}:
| Símbolo                           | Nombre                                | Unidad |
| --------------------------------- | ------------------------------------- | ------ |
| {\displaystyle \mathrm {Be_{L}} } | Número de Bejan (Mecánica de Fluidos) |        |
| {\displaystyle \mu }              | Viscosidad dinámica                   | Pa s   |
| {\displaystyle \nu }              | Viscosidad cinemática (¿comprobar?)   | m2 / s |
| {\displaystyle \Delta P}          | Caída de presión                      | Pa     |
| {\displaystyle L}                 | Longitud de canal                     | m      |

Además, se introdujo una nueva expresión del «número de Bejan» en el flujo de Hagen-Poiseuille. Esta expresión es
| Símbolo                       | Nombre             | Unidad |
| ----------------------------- | ------------------ | ------ |
| {\displaystyle \mathrm {Be} } | Número de Bejan    |        |
| {\displaystyle \mathrm {Re} } | Número de Reynolds |        |
| {\displaystyle L}             | Longitud del flujo | m      |
| {\displaystyle d}             | Diámetro del tubo  | m      |

La expresión anterior muestra que el número de Bejan en el «flujo Hagen-Poiseuille» es de hecho un número sin dimensiones, no reconocido previamente.
La formulación anterior del número de Bejan tiene una gran importancia en la dinámica de fluidos, ya que está directamente relacionada con la resistencia dinámica del fluido D por la siguiente expresión de fuerza de arrastre:
|              | 1                                                                                                 | 2                                                                                                 | 3                                                                     |
| ------------ | ------------------------------------------------------------------------------------------------- | ------------------------------------------------------------------------------------------------- | --------------------------------------------------------------------- |
| Fórmulas     | {\displaystyle D=\Delta PA_{w}}                                                                   | {\displaystyle D={\frac {1}{2}}C_{D}A_{f}{\frac {\nu \mu }{L^{2}}}Re^{2}}                         | {\displaystyle \mathrm {Be_{L}} ={\frac {\Delta PL^{2}}{\mu \nu }}}   |
| Igualando    | {\displaystyle \Delta PA_{w}={\frac {1}{2}}C_{D}A_{f}{\frac {\nu \mu }{L^{2}}}Re^{2}}             | {\displaystyle \Delta PA_{w}={\frac {1}{2}}C_{D}A_{f}{\frac {\nu \mu }{L^{2}}}Re^{2}}             |                                                                       |
| Despejando   | {\displaystyle C_{D}=2{\frac {A_{w}}{A_{f}}}{\frac {\Delta PL^{2}}{\nu \mu }}{\frac {1}{Re^{2}}}} | {\displaystyle C_{D}=2{\frac {A_{w}}{A_{f}}}{\frac {\Delta PL^{2}}{\nu \mu }}{\frac {1}{Re^{2}}}} |                                                                       |
| Sustituyendo | {\displaystyle C_{D}=2{\frac {A_{w}}{A_{f}}}{\frac {Be_{L}}{Re^{2}}}}                             | {\displaystyle C_{D}=2{\frac {A_{w}}{A_{f}}}{\frac {Be_{L}}{Re^{2}}}}                             | {\displaystyle C_{D}=2{\frac {A_{w}}{A_{f}}}{\frac {Be_{L}}{Re^{2}}}} |

que permite expresar el coeficiente de resistencia {\displaystyle C_{D}}en función del número de Bejan y la relación entre el «área húmeda» {\displaystyle A_{w}}y el «área frontal» {\displaystyle A_{f}}:
| Símbolo                | Nombre                                                                                        | Unidad |
| ---------------------- | --------------------------------------------------------------------------------------------- | ------ |
| {\displaystyle C_{D}}  | Coeficiente de resistencia                                                                    |        |
| {\displaystyle Be_{L}} | Número de Bejan (Mecánica de Fluidos)                                                         |        |
| {\displaystyle Re}     | Número de Reynolds relacionado con la longitud de la trayectoria del fluido {\displaystyle L} |        |
| {\displaystyle A_{w}}  | Área húmeda                                                                                   | m2     |
| {\displaystyle A_{f}}  | Área frontal                                                                                  | m2     |

Además, Awad [7] presentó el número de Hagen frente al «número de Bejan». Aunque su significado físico no es el mismo porque el primero representa el  gradiente de presión adimensional mientras que el segundo representa la «caída de presión» adimensional, se mostrará que el número de Hagen coincide con el número de Bejan en los casos en que la longitud característica {\displaystyle l} es igual a la longitud del flujo {\displaystyle L}.